# Епархия Бафусама
 Епархия Бафусама  (лат. Dioecesis Bafussamensis) — епархия Римско-Католической церкви с центром в городе Бафусам, Камерун. Епархия Бафусама входит в митрополию Дуалы.

## История
5 февраля 1970 года Римский папа Павел VI издал буллу «Munus Apostolicum», которой учредил епархию Бафусама, выделив её из епархии Нконгсамбы. В этот же день епархия Бафусама вошла в митрополию Яунде.
18 марта 1982 года епархия Бафусама была присоединена к митрополии Дуалы.

## Ординарии епархии
- епископ Denis Ngande (5.02.1970 — 28.02.1978)
- епископ André Wouking (15.03.1979 — 27.11.1998) — назначен архиепископом Яунде
- епископ Joseph Atanga (22.06.1999 — 3.12.2009) — назначен архиепископом Бертуа
- епископ Dieudonné Watio (5.03.2011 — по настоящее время)

## Источник
- Annuario Pontificio, Ватикан, 2005
- Булла Munus Apostolicum  (лат.)